# Peter Hosking
Peter Hosking (Melbourne, 19 de dezembro de 1947) é um ator, narrador de audiolivros e dublador australiano.

## Primeiros anos
Hosking graduou-se em engenharia civil no Instituto Real de Tecnologia de Melbourne em 1968. Aos 30 anos, ele decidiu abandonar sua potencial carreira de engenheiro para tornar-se ator profissional.

## Carreira
Ele começou a atuar profissionalmente em 1978 na companhia teatral Pram Factory, em Melbourne. A partir da década de 1980, passou a atuar no cinema e na televisão, além de trabalhar para empresas de audiolivros. Em 1996, recebeu o Prêmio TDK Australian Audio Book da Biblioteca Nacional da Austrália pelo audiolivro Home Before Dark. Em 2003, criou Nu Country TV, um programa de música na emissora comunitária C31 Melbourne. Ele produziu, filmou e editou a atração por quatro anos.
Em 2002, o artista fez a locução da versão em áudio da Constituição australiana, produzida pela Vision Australia Information and Library Service. Nos Estados Unidos, muitas das narrações de Hosking foram resenhadas pela Audiofile Magazine. Depois de 30 anos de teatro, cinema, televisão e trabalhos de voz na Austrália, ele mudou-se em 2008 para a República Tcheca, onde trabalha com o Cimrman English Theatre realizando traduções em inglês das obras relacionadas a Jára Cimrman, um popular personagem fictício tcheco. Em 2018, Hosking dublou Hanush of Leipa no jogo eletrônico Kingdom Come: Deliverance.

## Filmografia parcial

### Cinema
| Ano  | Título                               | Papel                           | Notas             | Ref.   |
| ---- | ------------------------------------ | ------------------------------- | ----------------- | ------ |
| 1982 | Squizzy Taylor                       | Angus Murray                    |                   | [ 13 ] |
| 1982 | The Pirate Movie                     | Policial                        |                   | [ 14 ] |
| 1984 | Channel Chaos                        | Sullivan                        |                   | [ 15 ] |
| 1986 | Malcolm                              | Vigia                           |                   | [ 16 ] |
| 1987 | With Love to the Person Next to Me   | Vendedor de táxi                |                   | [ 17 ] |
| 1988 | A Cry in the Dark                    | Macknay                         | tcc.: Evil Angels | [ 18 ] |
| 1989 | Lover Boy                            | Lex                             |                   | [ 17 ] |
| 1989 | Compo                                | Vince Caruana                   |                   | [ 14 ] |
| 1991 | A Kink in the Picasso                | Ministro                        |                   | [ 14 ] |
| 1998 | Pride                                | Advogado Brooks                 |                   | [ 17 ] |
| 1999 | Siam Sunset                          | Roy Wentworth                   |                   | [ 19 ] |
| 2000 | The Wog Boy                          | Bazza                           |                   | [ 20 ] |
| 2008 | Snezenky a machri po 25 letech       | Marido Roberto                  |                   | [ 21 ] |
| 2009 | Head to Love                         | Mino                            | Curta-metragem    | [ 22 ] |
| 2011 | Un sueño realizado                   | O diretor                       | Curta-metragem    | [ 23 ] |
| 2013 | In Autumn                            | Peter                           | Curta-metragem    | [ 15 ] |
| 2015 | Last Knights                         | Contador                        |                   | [ 15 ] |
| 2015 | Gangster Ka: African                 | Dr. Martier                     |                   | [ 16 ] |
| 2017 | The Ottoman Lieutenant               | Sr. Clemson                     |                   | [ 19 ] |
| 2017 | Borg vs McEnroe                      | Juiz do caso Mcenroe Vs Connors |                   | [ 24 ] |
| 2018 | The Catcher Was a Spy                | Boseley                         |                   | [ 25 ] |
| 2019 | Skammerens datter II – Slangens gave | Krammer 2                       |                   | [ 26 ] |
| 2020 | Confessions of a Box Man             | Terapeuta                       |                   | [ 15 ] |
| 2021 | Army of Thieves                      | Velho segurança Joe             |                   | [ 15 ] |
| 2021 | A Boy Called Christmas               | Elfo                            |                   | [ 19 ] |

### Televisão
| Ano     | Título                                 | Papel                           | Notas                                  | Ref.          |
| ------- | -------------------------------------- | ------------------------------- | -------------------------------------- | ------------- |
| 1981    | I Can Jump Puddles                     | Blue                            | Episódio: "Boots, Boots, Boots"        | [ 27 ]        |
| 1985    | Anzacs                                 | Major Driscoll                  | Episódio: "Fields of Fire (Part 4)"    | [ 28 ]        |
| 1987    | A Matter of Convenience                | Registrador 2                   | Telefilme                              | [ 29 ]        |
| 1989    | A Country Practice                     | Alistair Kirby                  | Episódio: "Taking a Chance" (2 partes) | [ 30 ]        |
| 1990    | Mission: Impossible                    | Xeique Faroud                   | Episódio: "The Assassin"               | [ 31 ]        |
| 1993    | Neighbours                             | Heywood                         | Recorrente                             | [ 32 ]        |
| 1993    | Time Trax                              | Capitão Corvo                   | Episódio: "Fire and Ice"               | [ 33 ]        |
| 1993    | The Flood: Who Will Save Our Children? | Rice                            | Telefilme                              | [ 14 ]        |
| 1993    | The Feds                               | Roland Cloke                    | Telefilme                              | [ 34 ]        |
| 1995    | Blue Heelers                           | Alex Bailey                     | Recorrente                             | [ 35 ]        |
| 1996    | Halifax f.p.                           | Foucault                        | Episódio: "Sweet Dreams"               | [ 36 ]        |
| 1996    | The Feds: Betrayal                     | Roland Cloke                    | Telefilme                              | [ 37 ]        |
| 1997    | The Balanced Particle Freeway          | Mizuchi / Spud                  | Telefilme; voz                         | [ 15 ]        |
| 1997-98 | State Coroner                          | Phil Daly                       | Telessérie                             | [ 38 ]        |
| 2003    | MDA                                    | Leon Corsi                      | Episódio: "Pas De Deux"                | [ 39 ]        |
| 2009    | McLeod's Daughters                     | Funcionário da quadra esportiva | Episódio: "Bright Lights, Big Trouble" | [ 40 ]        |
| 2011-14 | Borgia                                 | Giovanni Savelli                | 5 episódios                            | [ 41 ]        |
| 2014    | 1864                                   | General britânico               | Minissérie                             | [ 26 ]        |
| 2018    | Britannia                              | Ancião                          | Primeira temporada                     | [ 42 ] [ 43 ] |
| 2021    | Hanna                                  | Vizinho                         | Episódio: "Nadiya"                     | [ 44 ]        |

### Jogos eletrônicos
| Ano  | Título                    | Dublagem        | Ref.   |
| ---- | ------------------------- | --------------- | ------ |
| 2015 | Dex                       | Niles           | [ 45 ] |
| 2018 | Kingdom Come: Deliverance | Hanush of Leipa | [ 12 ] |